# Jennings (Florida)
Jennings is een plaats (town) in de Amerikaanse staat Florida, en valt bestuurlijk gezien onder Hamilton County.

## Demografie
Bij de volkstelling in 2000 werd het aantal inwoners vastgesteld op 833.
In 2006 is het aantal inwoners door het United States Census Bureau geschat op 840, een stijging van 7 (0,8%).

## Geografie
Volgens het United States Census Bureau beslaat de plaats een oppervlakte van
4,7 km², geheel bestaande uit land. Jennings ligt op ongeveer 36 m boven zeeniveau.

## Plaatsen in de nabije omgeving
De onderstaande figuur toont nabijgelegen plaatsen in een straal van 40 km rond Jennings.

## Geboren
- Andrew Prine (1936-2022), acteur